# Иофинов, Август Павлович
Август Павлович Иофинов (12.08.1932 г., г. Ленинград — 22.03.2005 г., Уфа) — советский и российский ученый в области земледельческой механики, основатель научной школы «Исследование рабочих процессов сельскохозяйственных машин, моделирование механизированных технологических процессов растениеводства» в Башкирском государственном аграрном университете (БГАУ), доктор технических наук (1985 г.), профессор (1989 г.), заведующий кафедрой сельскохозяйственных машин БГАУ (1961—1994 гг.)

## Биография
В 1950 году окончил с отличием Ленинградскую физико-математическую школу, после окончания которой поступил в Ленинградский институт механизации сельского хозяйства. В 1955 году окончил с отличием факультет механизации сельского хозяйства Ленинградского сельскохозяйственного института (в 1954 г. Ленинградский институт механизации сельского хозяйства вошел в состав Ленинградского сельскохозяйственного института).
После окончания института Иофинов А. П. был направлен на целину в Кустанайскую область Казахской ССР, где до 1958 г. проработал главным инженером машинно-технической станции (МТС). После ликвидации МТС А. П. Иофинов поступил в аспирантуру в Ленинградский сельскохозяйственный институт на кафедру сельскохозяйственных машин, где его научным руководителем был известный советский учёный в области инженерии и механики сельскохозяйственной техники Абрам Бенцианович Лурье.
После завершения аспирантуры в 1961 г. был направлен в Башкирский сельскохозяйственный институт (БСХИ), ныне Башкирский государственный аграрный университет (БГАУ), где работал доцентом на кафедре сельскохозяйственных машин, заведующим кафедрой сельскохозяйственных машин (1962—1981, 1986—1994), заведующим кафедрой информатики и основ научных исследований (1994—1995), профессором кафедры сельскохозяйственных машин (1995—2005).

## Научная деятельность
Иофинов Август Павлович основатель научной школы «Исследование рабочих процессов сельскохозяйственных машин, моделирование механизированных технологических процессов растениеводства» в БГАУ.
Подготовил 14 кандидатов технических наук и одного доктора технических наук.
Научная деятельность посвящена проблемам автоматизации в сельском хозяйстве и математическому моделированию технологических процессов. Им разработаны системы автоматического регулирования глубины хода навесных плугов и свеклоуборочных комбайнов, технологии рекультивации земель после строительства трубопроводов большого диаметра.
Иофинов А. П. разработал единую аналитическую модель и компьютерную программу AGROTEKA, которая позволяла имитировать процесс развития растений на поле в течение всего вегетационного периода и оценить воздействие на этот процесс различных благоприятных и неблагоприятных условий окружающей среды (дождь, засуха, развитие сорняков, вредителей и т. п.), а также внешнее воздействие человека за счет качества выполнения технологических операций.

## Работы
Иофиновым А. П. опубликовано более 150 печатных научных и учебно-методических работ, 15 изобретений.
- Практикум по расчетному курсу сельскохозяйственных машин; допущено Министерством сельского хозяйства РФ в качестве учебного пособия для студентов высших учебных заведений по агроинженерным специальностям. — Уфа: Башкирский государственный аграрный университет, 2007. — 236 с. — ISBN 5-7456-0035-7.
- Основы научных исследований. — Уфа: Башкирский государственный аграрный университет, 2001. — 114 с.
- Моделирование технологических процессов сельскохозяйственных машин. — Уфа: Башкирский государственный аграрный университет, 1978. — 46 с.
- Сельскохозяйственные машины: практикум. — Москва: Издательство «Колос», 2000. — 238 с. — ISBN 5-10-003374-6.
- Структура моделей системы управления качеством технологических процессов сельскохозяйственных машин // Тракторы и сельскохозяйственные машины. — 1980. — № 3. — С. 25-27.
- Математические модели в задачах управления качеством технологических процессов // Механизация и электрификация социалистического сельского хозяйства. — 1978. — № 7. — С. 3-8.
- Определение эксплуатационных параметров и показателей работы агрегатов при вероятностном характере исследуемых величин // Механизация и электрификация социалистического сельского хозяйства. — 1971. — № 12. — С. 42-46.

## Награды
- Заслуженный инженер сельского хозяйства Республики Башкортостан (1980),
- Почётный работник высшего образования России (1997).